# Трахтенберг, Орест Владимирович
Оре́ст Влади́мирович Трахтенбе́рг (18 [30] августа 1889, Санкт-Петербург, Российская империя — 23 мая 1959, Москва, СССР) — советский учёный, специалист в области диалектического и исторического материализма, истории философии средневековья, эпохи Возрождения и нового времени, истории русской философии. Доктор философских наук, профессор.

## Биография
В 1907—1909 годах окончил два курса экономического отделения Санкт-Петербургского политехнического института (ЦГИА СПб, ф. 478, оп. 3, д. № 6711), окончил Петроградский университет по специальности философия права.
С 1921 года работал в в Москве, преподавал в Академии коммунистического воспитания воспитания им. Н. К. Крупской и других вузах.
Автор методических пособий «Беседы с учителем по историческому материализму» и «Беседы с учителем по диалектическому материализму» (1925), участвовал в создании первых советских учебников истории для средней школы.
С 1939 года — старший научный сотрудник Института философии Академии наук СССР (в 1946—1949 годах — заведующий сектором истории философии). Профессор кафедры истории зарубежной философии Философского факультета МГУ (1943—1959).
В 1941 году защитил диссертацию по истории западноевропейской средневековой философии.
В 1943 году удостоен Сталинской премии первой степени в области философских наук за научный труд «История философии» в трёх томах (с соавторами; автор разделов о философии феодального общества, эпохи Возрождения, глав о Конте, Милле и др.). Премия была передана в Фонд обороны.
Находился в эвакуации в Уфе, в 1943—1945 годах преподавал в Башкирском педагогическом институте им. К. А. Тимирязева (ныне Уфимский университет науки и технологий), (с 1944 года — заведующий кафедрой марксизма-ленинизма). В 1945 году вернулся в Москву, продолжил работу в МГУ и Институте философии АН СССР. В 1947 году избран действительным членом Академии педагогических наук РСФСР. Член КПСС с 1952 года.
Умер в 1959 году. Похоронен на Введенском кладбище (6 уч.).

## Основные труды
- «Очерки по истории западноевропейской средневековой философии» (1957)
- «Очерки по истории философии и социологии Англии XIX в.» (1959)
- «Развитие материализма и его борьба против идеализма в период первых буржуазных революций (конец XVI — начало XVIII вв.). Лекции» (1956)
- Краткий очерк истории философии [В соавт.] / Под ред. проф. А. В. Щеглова; Акад. наук СССР Ин-т философии. — М.: Соцэкгиз, 1940. — 240 с.